# Stonehill Golf Club

Stonehill Golf Club, thailändska: สโตนฮิลล์กอล์ฟคลับ, det kan förekomma att namnet stavas Stone Hill Golf Club, är en privat golfklubb som ligger i Sam Khok-distriktet i Pathum Thani i Thailand, strax norr om huvudstaden Bangkok. Golfklubben grundades 2022 av affärsmannen Sarath Ratanavadi, som är en av Thailands rikaste personer, och dennes son Saris Ratanavadi.
Golfbanan designades av Kyle Phillips (Kyle Phillips Golf Course Design) och är 18 hål och totalt 7 147 meter (7 816 yards) lång. Par är 72.
Golfklubben stod värd för 2022 års Liv Golf Invitational Bangkok i Liv Golf Invitational Series 2022.